# Antanartia jacksoni
Antanartia jacksoni är en fjärilsart som beskrevs av Francis Gard Howarth 1966. Antanartia jacksoni ingår i släktet Antanartia och familjen praktfjärilar. Inga underarter finns listade i Catalogue of Life.